# Wharminda Conservation Park
Wharminda Conservation Park är en park i Australien. Den ligger i delstaten South Australia, omkring 250 kilometer nordväst om delstatshuvudstaden Adelaide.
Trakten runt Wharminda Conservation Park är nära nog obefolkad, med mindre än två invånare per kvadratkilometer..
Trakten runt Wharminda Conservation Park består till största delen av jordbruksmark. Genomsnittlig årsnederbörd är 454 millimeter. Den regnigaste månaden är juni, med i genomsnitt 90 mm nederbörd, och den torraste är oktober, med 8 mm nederbörd.